# Miogallus altus
Miogallus altus — вимерлий вид куроподібних птахів родини фазанових (Phasianidae). Miogallus altus мешкали в міоцені Європи, рештки цього виду були знайдені у Франції, Німеччині, Словаччині, Іспанії і Австрії.